# Matin libre
Matin libre est un quotidien béninois d’informations rédigé en langue française créé en août 2014 par Chérif Olatoundji Riwanou. 

## Description
Matin libre est un quotidien est créé en août 2014 par Chérif Olatoundji Riwanou. Outre Cotonou, le titre a la particularité de disposer de bureaux à Porto-Novo et à Parakou. Le quotidien a fêté son 1 000e numéro en août 2018. La même année, le site web du journal enregistre 1 000 visites uniques chaque jour. Matin libre fait partie des journaux reconnus par la Haute Autorité de l’audiovisuel et de la communication du Bénin. 
Le 11 aout 2024 le quotidien fête ses 10 ans existences.

## Distinctions
En 2019, Abdul Fataï Sanni, un reporter sportif du quotidien, a reçu plusieurs distinctions : 
- Meilleure plume de la 9e édition du Tournoi international des centres de formation de football (Tic2f)[5],
- Trophée de la Meilleure presse écrite de la saison footballistique Sica Fô 2018-2019[5],
- Prix spécial lors de la remise des « Trophées Jipsports 2019 »[6],[7].

### Reportage
- [vidéo] « Le quotidien Matin Libre souffle sa deuxième bougie » sur ORTB, 15 août 2016, 2 ' 02 min, YouTube (consulté le 29 mai 2021)